# Rhonda Fleming
Pour les articles homonymes, voir Fleming.
Marilyn Louis, dite Rhonda Fleming, née le 10 août 1923 à Hollywood (Los Angeles) et morte le 14 octobre 2020 à Santa Monica, est une actrice américaine.

## Biographie

### Jeunesse
Marilyn Louis naît le 10 août 1923 à Hollywood en Californie du vendeur d'assurances Harold Cheverton Louis (1896-1951) et de la comédienne Effie Olivia Graham (1891-1985). Elle a des origines irlandaises, anglaises et françaises[réf. nécessaire]. Après des études effectuées à la High School puis à la Commock School de Beverly Hills, elle décide de tenter une carrière artistique comme sa mère. Elle débute à la radio puis joue dans Blackouts, un spectacle musical à Broadway.

### Carrière
En 1943, Marilyn Louis est remarquée par Henry Willson, un agent dénicheur de stars, qui la présente à David O. Selznick. C'est à cet agent qu'elle doit son pseudonyme de Fleming. Elle accepte de retourner à Los Angeles, où la 20th Century Fox lui propose de signer un contrat. Son prénom étant jugé trop commun, elle est renommée en Rhonda pour faire concurrence aux stars de l’époque : Lana Turner, Ava Gardner ou Rita Hayworth. Elle est créditée pour la première fois au générique de La Maison du docteur Edwardes, qu'elle tourne en 1945 sous la direction d'Alfred Hitchcock.

### Vie privée

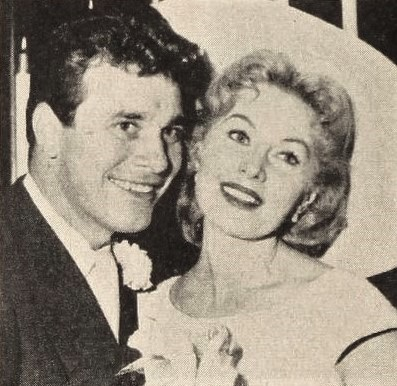
Lang Jeffries et Rhonda Fleming en 1960.

En 1940, Marilyn Louis épouse le décorateur d'intérieur Thomas Wade Lane, dont elle divorce en 1948 après avoir eu un fils, Kent. Elle se remarie ensuite successivement :
- le 11 juillet 1952 avec Lew Morrell, dont elle divorce en 1958
- le 3 avril 1960 avec l'acteur Lang Jeffries, dont elle divorce le 11 janvier 1962
- le 27 mars 1966 avec le producteur Hall Bartlett, dont elle divorce en 1972
- le 11 mars 1978 avec le producteur Ted Mann (en), jusqu'à son décès le 15 janvier 2001
- en 2003 avec Darol Wayne Carlson, jusqu'au décès de celui-ci.

## Filmographie

### Cinéma
- 1943 : La Ruée sanglante (In Old Oklahoma) d'Albert S. Rogell : une fille dans une salle de danse
- 1944 : Étrange Mariage (When Strangers Marry) de William Castle : la fille dans le train
- 1944 : Depuis ton départ (Since You Went Away) de John Cromwell : une fille
- 1945 : La Maison du docteur Edwardes (Spellbound) d'Alfred Hitchcock : Mary Carmichael
- 1946 : Règlement de comptes à Abilene Town (Abilene Town) d'Edwin L. Marin : Sherry Balder
- 1946 : Deux Mains, la nuit (The Spiral Staircase) de Robert Siodmak : Blanche
- 1947 : L'Île aux serpents (Adventure Island) de Sam Newfield : Faith Wishart
- 1947 : Pendez-moi haut et court ou La griffe du passé (Out of the Past) de Jacques Tourneur : Meta Carson
- 1949 : Un Yankee à la cour du roi Arthur (A Connecticut Yankee in King Arthur's Court) de Tay Garnett : Alisande La Carteloise / Sandy Pendragon
- 1949 : Don Juan de l'Atlantique (The Great Lover) d'Alexander Hall : la duchesse Alexandria
- 1950 : L'Aigle et le Vautour (The Eagle and the Hawk) de Lewis R. Foster : Madeline Danzeeger
- 1951 : L'Implacable (Cry Danger) de Robert Parrish : Nancy
- 1951 : Tête d'or et Tête de bois (The Redhead and the Cowboy) de Leslie Fenton : Candace Bronson
- 1951 : Le Dernier Bastion (The Last Outpost) de Lewis R. Foster : Julie McQuade
- 1951 : La Danse interdite (Little Egypt) de Frederick De Cordova : Izora
- 1951 : L'Or de la Nouvelle-Guinée (Crosswinds) de Lewis R. Foster : katherine Shelley
- 1952 : Hong Kong de Lewis R. Foster : Victoria Evans
- 1952 : Le Faucon d'or (The Golden Hawk) de Sidney Salkow : Captain Rouge
- 1953 : Sous les tropiques (Tropic Zone) de Lewis R. Foster : Flanders White
- 1953 : Le Serpent du Nil (Serpent of the Nile) de William Castle : Cléopâtre
- 1953 : Le Triomphe de Buffalo Bill (Pony Express) de Jerry Hopper : Evelyn Hastings
- 1953 : Those Redheads from Seattle de Lewis R. Foster : Kathie Edmonds
- 1953 : La Piste fatale (Inferno) de Roy Ward Baker : Geraldine Carson
- 1954 : L'Appel de l'or (Jivaro) de Edward Ludwig : Alice Parker
- 1954 : Yankee Pasha de Joseph Pevney : Roxana Reil
- 1955 : Sémiramis, esclave et reine (Cortigiana di Babilonia) de Carlo Ludovico Bragaglia : Semiramide
- 1955 : Le mariage est pour demain (Tennessee's Partner) d'Allan Dwan : Elizabetn Farnham
- 1956 : Le tueur s'est évadé (The Killer Is Loose) de Budd Boetticher : Lila Wagner
- 1956 : Deux rouquines dans la bagarre (Slightly Scarlet) d'Allan Dwan : June Lyons
- 1956 : La Cinquième Victime (While the City Sleeps) de Fritz Lang : Dorothy Kyne
- 1956 : Odongo (en) de John Gilling : Pamela Muir
- 1957 : Règlements de comptes à OK Corral (Gunfight at the O.K. Corral) de John Sturges : Laura Denbow
- 1957 : L'Homme qui n'a jamais ri (The Buster Keaton Story) de Sidney Sheldon : Peggy Courtney
- 1957 : Terreur dans la vallée (Gun Glory) de Roy Rowland : Jo
- 1958 : La Femme au fouet (Bullwhip) de Harmon Jones : Cheyenne O'Malley
- 1958 : Retour avant la nuit (Home Before Dark) de Mervyn LeRoy : Joan Carlisle
- 1959 : Ne tirez pas sur le bandit (Alias Jesse James) de Norman Z. McLeod : Cora Lee Collins
- 1959 : Le Cirque fantastique (The Big Circus) de Joseph M. Newman : Helen Harrison
- 1960 : Les Prisonniers du ciel (The Crowded Sky) de Joseph Pevney : Cheryl Heath
- 1960 : La Révolte des esclaves (La rivolta degli schiavi) de Nunzio Malasomma : Fabiola
- 1964 : Pão de Açúcar de Paul Sylbert : Pamela Jones DeSantis
- 1964 : Jerry souffre-douleur (The Patsy) de Jerry Lewis : Rhonda Fleming
- 1965 : Mes femmes américaines (Una moglie americana) de Gian Luigi Polidoro : Nyta
- 1976 : Won Ton Ton, le chien qui sauva Hollywood (Won Ton Ton, the Dog Who Saved Hollywood) de Michael Winner : Rhoda Fleming
- 1980 : Le Plus Secret des agents secrets (The Nude Bomb) de Clive Donner : Edith Von Secondberg

### Télévision
Sauf mention toutes les œuvres sont des séries télévisées
- 1955 : The Best of Broadway : Jean Maitland
- 1955 : The Ford Television Theatre (en) : Connie Crawford
- 1958, 1961 et 1963 : La Grande Caravane (Wagon Train) : Jennifer Churchill / Patience Miller  / Sandra Cummings
- 1961 : Hong Kong : Helen Waldron
- 1961 : The Investigators : Lucia Vallancourt
- 1961 : The Dick Powell Show (en) : Margo Haley
- 1961 et 1963 : The Red Skelton Show : Phyllis Burton / Princesse Kashmir
- 1962 : Les Aventuriers du Far-West (Death Valley Days) : Kitty Bolton
- 1962 : Ombres sur la soleil (Follow the Sun) : sergent H.T. Maypole
- 1963-1964 : L'Homme à la Rolls (Burke's Law) : Cathy Summit / Clarissa Benton
- 1965 : Le Virginien (The Virginian) : Carmelita Flanagan
- 1973 : Search : Arlen Morrison
- 1973 : Needles and Pins : Andrea
- 1974 : McMillan & Wife : Vera Royale
- 1974 : Sergent Anderson (Police Woman) : Carol Grainger
- 1975 : Kung Fu (saison 3) : Jennie Malone
- 1975 : Last Hours Before Morning (téléfilm) : Vivian Pace
- 1975 : À plume et à sang (Ellery Queen) : Laura Lockridge
- 1978 : La croisière s'amuse (The Love Boat)  : Mona Maxwell
- 1979 : Love for Rent (téléfilm) : Maggie Lester